# Edmond Hoyle
Edmond Hoyle (1672-29 août 1769) est un écrivain connu pour ses travaux sur les règles et la pratique des jeux de cartes. En anglais, le membre de phrase « selon Hoyle » (« according to Hoyle ») est entré dans la langue comme un reflet de son autorité généralement reconnue sur le sujet ; depuis, l'utilisation de l'expression s'est étendue à un usage général dans le cas où un orateur souhaite utiliser un argument d'autorité.